# Endel Puusepp
Endel Puusepp o Endel Pusep (en ruso: Эндель Карлович Пусэп; 1 de mayo de 1909-18 de junio de 1996) fue un piloto estonio-soviético durante la Segunda Guerra Mundial. Realizó con éxito más de 30 misiones nocturnas de bombardeo de largo alcance contra la Alemania nazi. Recibió el título de Héroe de la Unión Soviética por transportar a una delegación soviética de alto rango, sobrevolando la línea del frente desde Moscú a Washington D. C. y de regreso, con el objetivo de negociar la apertura del Frente Occidental.

## Biografía

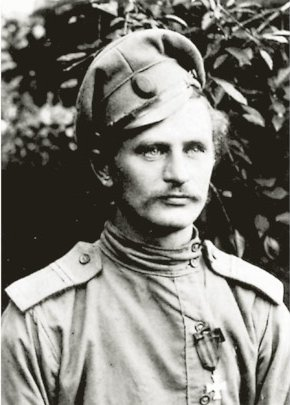
El padre de Endel, Karl, quien recibió la Cruz de San Jorge.

Endel Puusepp nació en una familia de campesinos estonios que vivían en Siberia (Gobernación de Yeniseisk). Sus padres se habían trasladado allí, atraídos por una oferta del gobierno ruso que prometió que se les concedería toda la tierra que pudieran cultivar. Por esta razón, miles de estonios y letones se establecieron en Siberia y edificaron jútores donde preservaron su idioma y cultura. Desde su temprana juventud, Puusepp soñaba con ser piloto. Sin embargo, sus padres querían una carrera distinta para él: que fuera profesor o agrónomo. Después de completar siete grados en el colegio, Puusepp se trasladó a Leningrado para estudiar en el Colegio Estonio-Finlandés de Profesores.
Después de completar un año de estudios en el colegio de profesores, Puusepp se cambió a una escuela de pilotos, inicialmente en Volsk y después en Oremburgo. Después de graduarse, se quedó en Orenburg como piloto de instrucción. Más tarde fue trasladado a un escuadrón recién formado que se especializó en vuelo a ciegas (utilizando sólo los instrumentos del avión en situaciones de visibilidad limitada).

### Aviación polar
Para 1938, Puusepp era un piloto experto, y muy hábil en el vuelo por instrumentos. Inclusive con anterioridad, participó en la operación de búsqueda del avión de Sigizmund Levanevsky, el cual desapareció en el Ártico. El norte fascinaba tanto a Puusepp que decidió permanecer allí y buscar trabajo. Voló a la estación flotante North Pole-1 en varias ocasiones y visitó otras estaciones árticas soviéticas. También estuvo involucrado en la creación de rutas para transporte marino y en observar los movimientos del hielo. Mientras realizaba una de sus misiones sobre el Mar de Kara, Puusepp se enteró del lanzamiento de la Operación Barbaroja. Al aterrizar, Puusepp pidió ser transferido al frente de batalla.

### Segunda Guerra Mundial

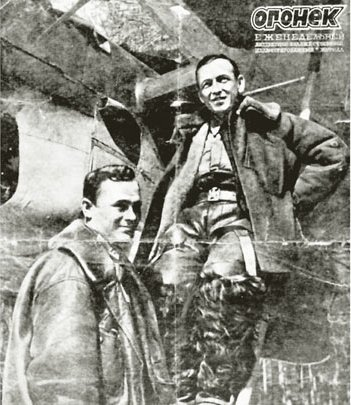
Puusepp (izquierda) en la portada de la revista Ogonyok.

El 8 de agosto de 1941, bajo las órdenes de Mijaíll Vodopianov, Puusepp participó en su primera misión de bombardeo. Después de lanzar unas bombas sobre la ciudad de Berlín, mientras volvía a la base principal, su avión fue muy dañado por artillería antiaérea, resultando en un aterrizaje de emergencia en Estonia, que en ese momento estaba ocupada por los nazis. Después de salir del avión, la tripulación se encontró con un niño pastor asustado. Puusepp, que no había olvidado su estonio nativo, pudo averiguar cual era la ubicación de las tropas nazis conversando con el niño y así evitar ser capturados, volviendo sin peligro al territorio controlado por los soviéticos.Puusepp había realizado 30 misiones nocturnas de bombardeo de largo alcance contra Berlín, Danzig y Königsberg entre agosto de 1941 y abril de 1942.

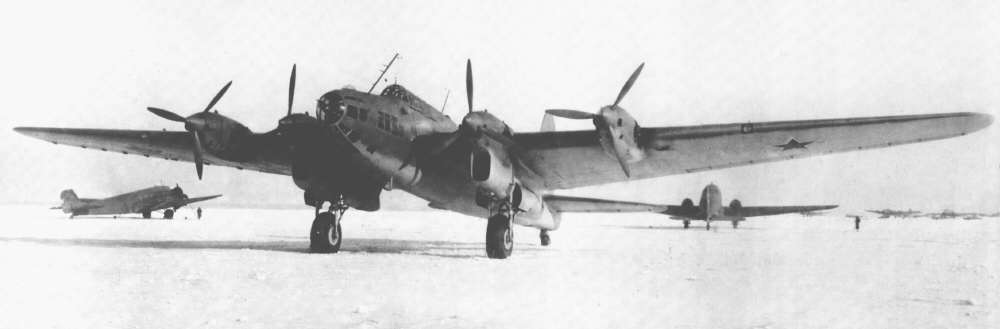
El avión de bombardeo pesado soviético Petlyakov Pe-8.

Para ese entonces, la Unión Soviética estaba involucrada en negociaciones con los Aliados con respecto a la abertura de la frontera occidental. Se decidió que se enviara una delegación soviética encabezada por el ministro del Exterior Vyacheslav Molotov, en primer lugar al Reino Unido y después a los Estados Unidos. Puusepp fue elegido como el piloto para esta maniobra muy riesgosa y sin precedentes, que supuso volar sobre el frente de batalla y territorios controlados por los enemigos. El 29 de mayo de 1942, después de hacer escalas en Tealing, Prestwick, Reikiavik y Goose Bay, el avión Petlyakov Pe-8 con la delegación soviética a bordo aterrizó en Washington. La vuelta fue más peligrosa. Los nazis eran conscientes de las negociaciones realizadas e intentaron interceptar la delegación durante su regreso. Los rusos emplearon una artimaña que supuso informes publicados por la prensa soviética, anunciando la vuelta exitosa de la delegación. Sólo después de este acto de desinformación el avión trazó un plan de vuelo hacia Moscú. Por la realización exitosa de la maniobra, Puusepp recibió el premio de Héroe de la Unión. Después de recibirlo, comentó, sorprendido, que no había hecho nada extraordinario.
Continuó realizando misiones de bombardeo contra tropas enemigas en Stalingrado, Kursk, Oriol, y Bélgorod. Durante una de esas misiones, Puusepp fue herido por metralla en su espina dorsal y debió ser sometido a cuatro o cinco cirugías. Nunca se recuperó por completo y se jubiló de la Fuerza Aérea Soviética en 1946 con el rango de coronel.

### Posguerra
Después de la guerra, Puusepp decidió trasladarse a Tallin, donde se desempeñó como jefe del Departamento de Transporte del Sóviet Supremo de la URSS. En 1950, fue nombrado vicepresidente de la República Socialista Soviética de Estonia y después trabajó como Ministro de Asuntos Sociales.
Endel Puusepp murió el 18 de junio de 1996. Fue enterrado en el cementerio de Metsakalmistu en Tallin.